# Elachista festucicolella
Elachista festucicolella — вид лускокрилих комах родини злакових молей-мінерів (Elachistidae).

## Поширення
Вид поширений в Європі від Швеції на південь до Альп і від Швейцарії на схід до України та Болгарії.

## Опис
Розмах крил становить 7–9 мм.

## Спосіб життя
Імаго літають з кінця травня до початку липня. Личинки живляться Festuca ovina і Festuca rupicola. Вони мінують листя своєї рослини-господаря.